# Bluefield (Virginia)
Bluefield is een plaats (town) in de Amerikaanse staat Virginia, en valt bestuurlijk gezien onder Tazewell County.

## Demografie
Bij de volkstelling in 2000 werd het aantal inwoners vastgesteld op 5078.
In 2006 is het aantal inwoners door het United States Census Bureau geschat op 5226, een stijging van 148 (2,9%).

## Geografie
Volgens het United States Census Bureau beslaat de plaats een oppervlakte van
19,6 km², geheel bestaande uit land.

## Plaatsen in de nabije omgeving
De onderstaande figuur toont nabijgelegen plaatsen in een straal van 20 km rond Bluefield.